# Konstantin Łukasz
Konstantin Ludwig Łukasz (bułg. Константин Лудвиг Лукаш, ur. 16 września 1890 w Płowdiwie, zm. 15 marca 1945 w Sofii) – bułgarski wojskowy, generał porucznik, w latach 1941-1944 szef sztabu armii, ofiara represji komunistycznych.

## Życiorys
Syn Ludwiga i Teofany Todorowej. Pochodził z rodziny czeskiego inżyniera-imigranta - jego ojciec Ludwig osiedlił się w Bułgarii w XIX wieku. W 1909 ukończył szkołę wojskową w Sofii i rozpoczął służbę w 21 pułku piechoty, od 1912 pełniąc w nim funkcję dowódcy oddziału łączności. Brał udział w wojnach bałkańskich i I wojnie światowej jako dowódca kompanii w 21 pułku piechoty, a następnie 17 pułku piechoty i od 1915 w 57 pułku piechoty. Od września 1916 służył w sztabie 4 presławskiej dywizji piechoty, walcząc na froncie rumuńskim, skąd został skierowany do pracy w szkole wojskowej w Sofii. Koniec I wojny światowej zastał go na stanowisku adiutanta 1 brygady w 2 dywizji piechoty.
Od 1920 był dowódcą odcinka w wojskach ochrony pogranicza. W 1926 ukończył Wyższą Szkołę Wojenną w Sofii i powrócił do pracy w sztabie. W latach 1928–1931 na stanowisku inspektora bułgarskich szkół wojskowych. W latach 1935–1938 dowodził 1 dywizją piechoty. W 1937 wraz z delegacją bułgarskich oficerów odwiedził Niemcy, obserwując manewry jednostek Wehrmachtu.
Po uzyskaniu awansu na stopień generalski objął funkcję dowódcy okręgu wojskowego. Wiosną 1941 koordynował działania armii bułgarskiej okupującej Trację Zachodnią (Bełomorską). 11 sierpnia 1941 objął stanowisko szefa sztabu armii bułgarskiej. Pod koniec 1941 wizytował jednostki niemieckie walczące z Armią Czerwoną na Ukrainie. Jesienią 1943 Łukasz opracował wytyczne dla działań jednostek wojskowych przeciwko partyzantom bułgarskim - plan ten realizowano od wiosny 1944.
W maju 1944, pod naciskiem Aleksandyra Cankowa Łukasz został zdjęty ze stanowiska szefa sztabu i zastąpiony przez gen. Trifona Trifonowa. Od 11 maja 1944 sprawował funkcję głównego inspektora armii. Po przejęciu władzy przez komunistów we wrześniu 1944 Lukasz został zwolniony z armii. Aresztowany 21 września 1944 na polecenie szefa wywiadu wojskowego Aleksandra Poczinkowa i przewieziony do Moskwy, gdzie był przesłuchiwany. Powrócił do kraju w lutym 1945 i stanął przed Trybunałem Ludowym, który skazał go na karę śmierci. 15 marca 1945 został rozstrzelany w Sofii.
W 1996 Sąd Najwyższy Bułgarii oczyścił Łukasza ze stawianych mu zarzutów.
Był żonaty (żona Olga z d. Splitek), miał dwoje dzieci.

## Awanse
- podporucznik (Подпоручик) (1909)
- porucznik  (Поручик) (1912)
- kapitan  (Капитан) (1915)
- major  (Майор) (1919)
- podpułkownik  (Подполковник) (1923)
- pułkownik  (Полковник) (1930)
- generał major  (Генерал-майор) (1938)
- generał porucznik (Генерал-лейтенант) (1940)

## Odznaczenia
- Order za Waleczność kl. II
- Order Zasługi Wojskowej kl.II
- Order Świętego Aleksandra z mieczami